# فالدوبياديني
فالدوبياديني (بالإيطالية: Valdobbiadene) هي بلدة إيطالية تقع في مقاطعة تريفيزو التابعة لمنطقة فينيتو في إيطاليا. تمتاز فالدوبيادين بزراعة عنب النبيذ، حيث تنتشر زراعته في منطقة أسفل جبال الألب الدولوميت في فينيتو مباشرة، حيث توفر مناخاً ملائماً لمجموعة متنوعة من أنواع العنب (Glera).
تعد منطقة كونجليانو فالدوبيادين موطنا لأفضل بروسيكو، وهو نبيذ أبيض فوار جاف للغاية. تشمل ماركات بروسيكو المصنّع من المنطقة ألتانيف   بيسول، ميونتو، كول فيتوراز، كودا، فالدو وغيرها.
في 7 يوليو 2019، تم إدراج لاكولين ديل بروسيكو دي كونجليانو كموقع للتراث العالمي لليونسكو . 

## معرض الصور

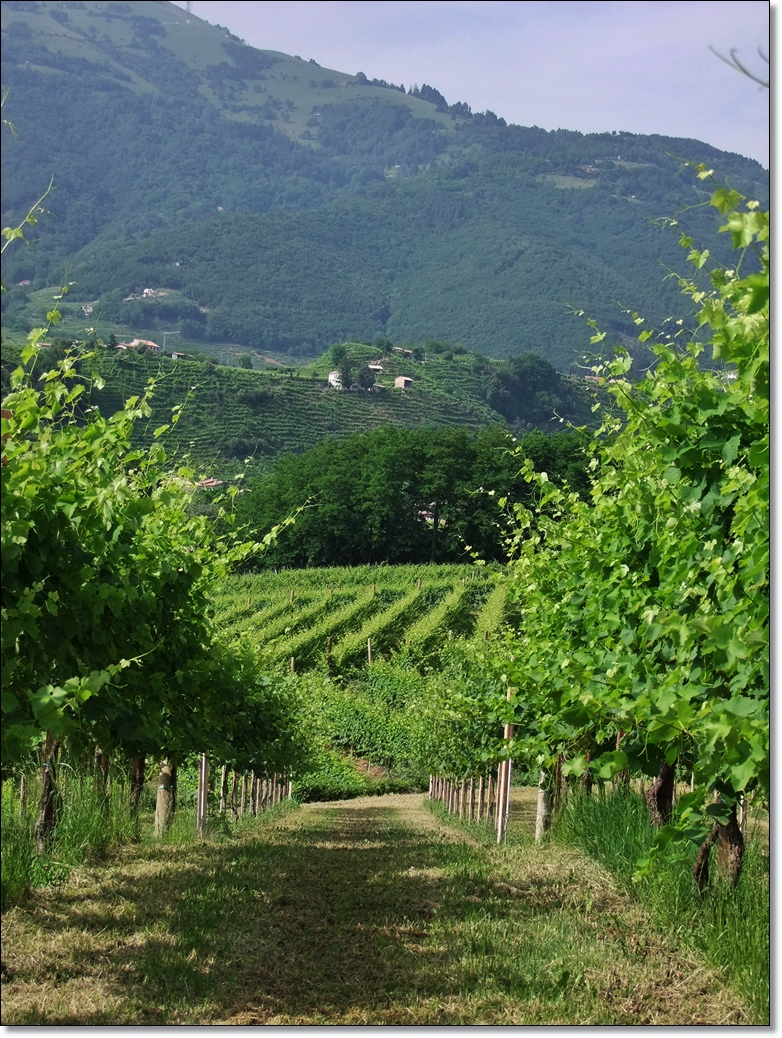
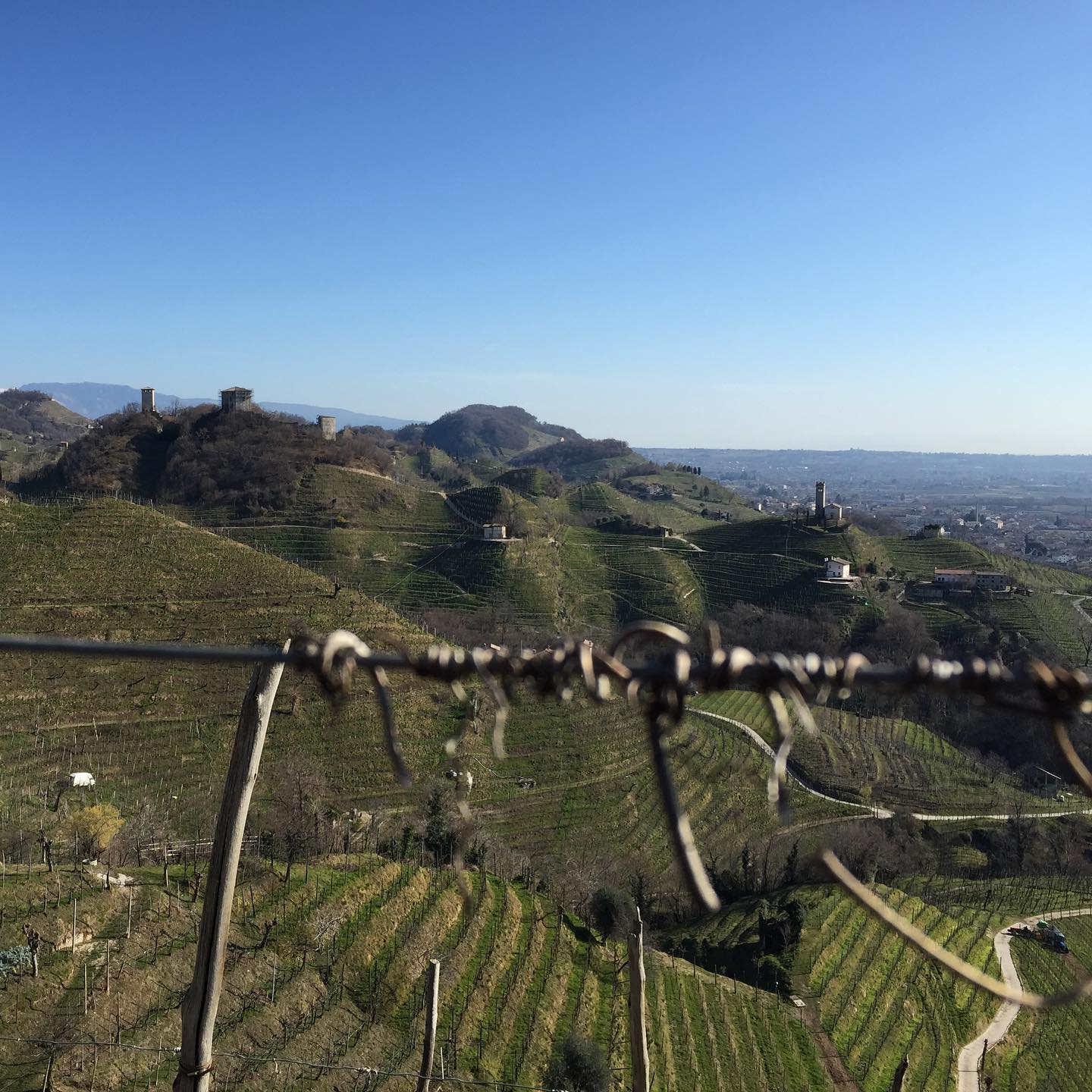
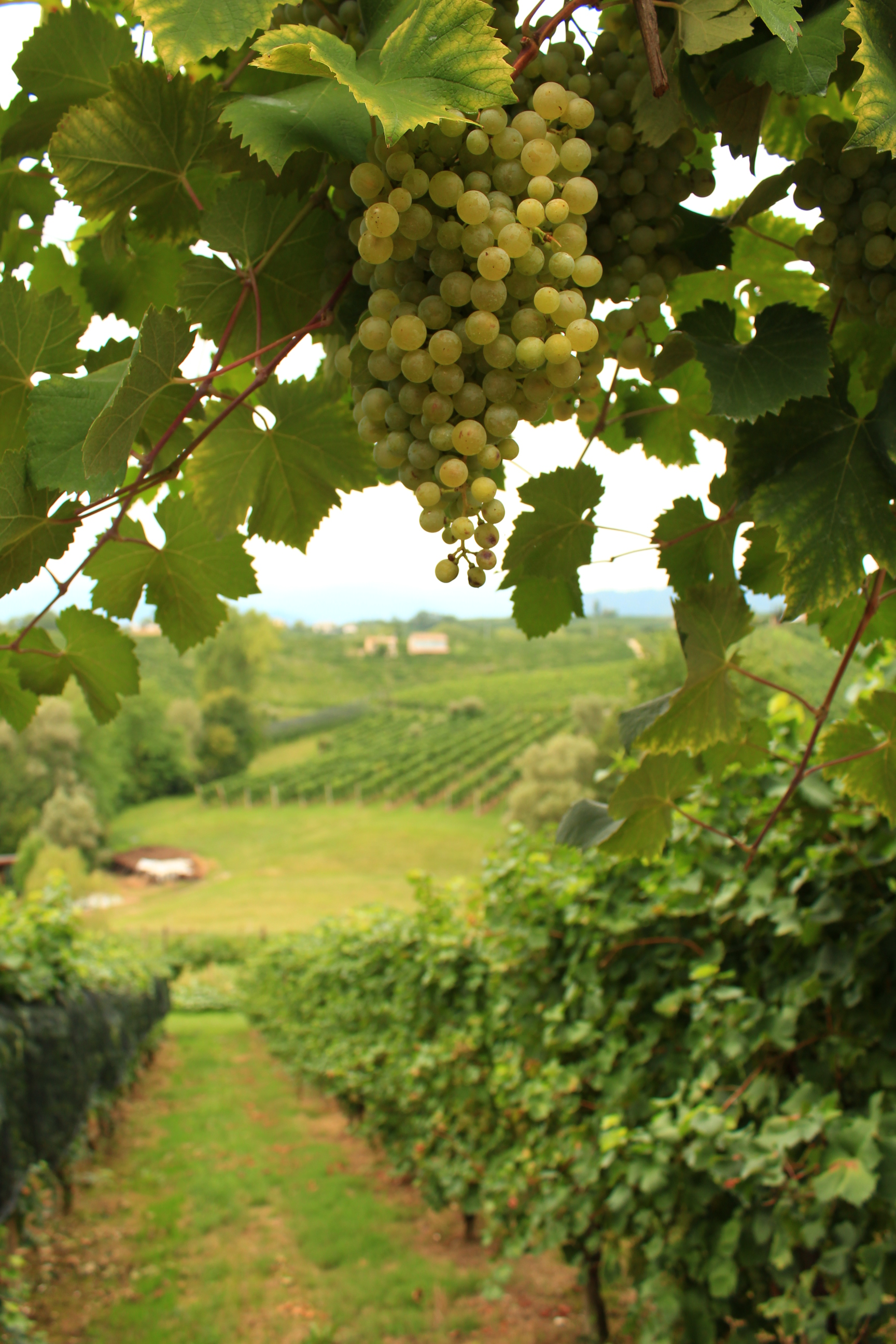
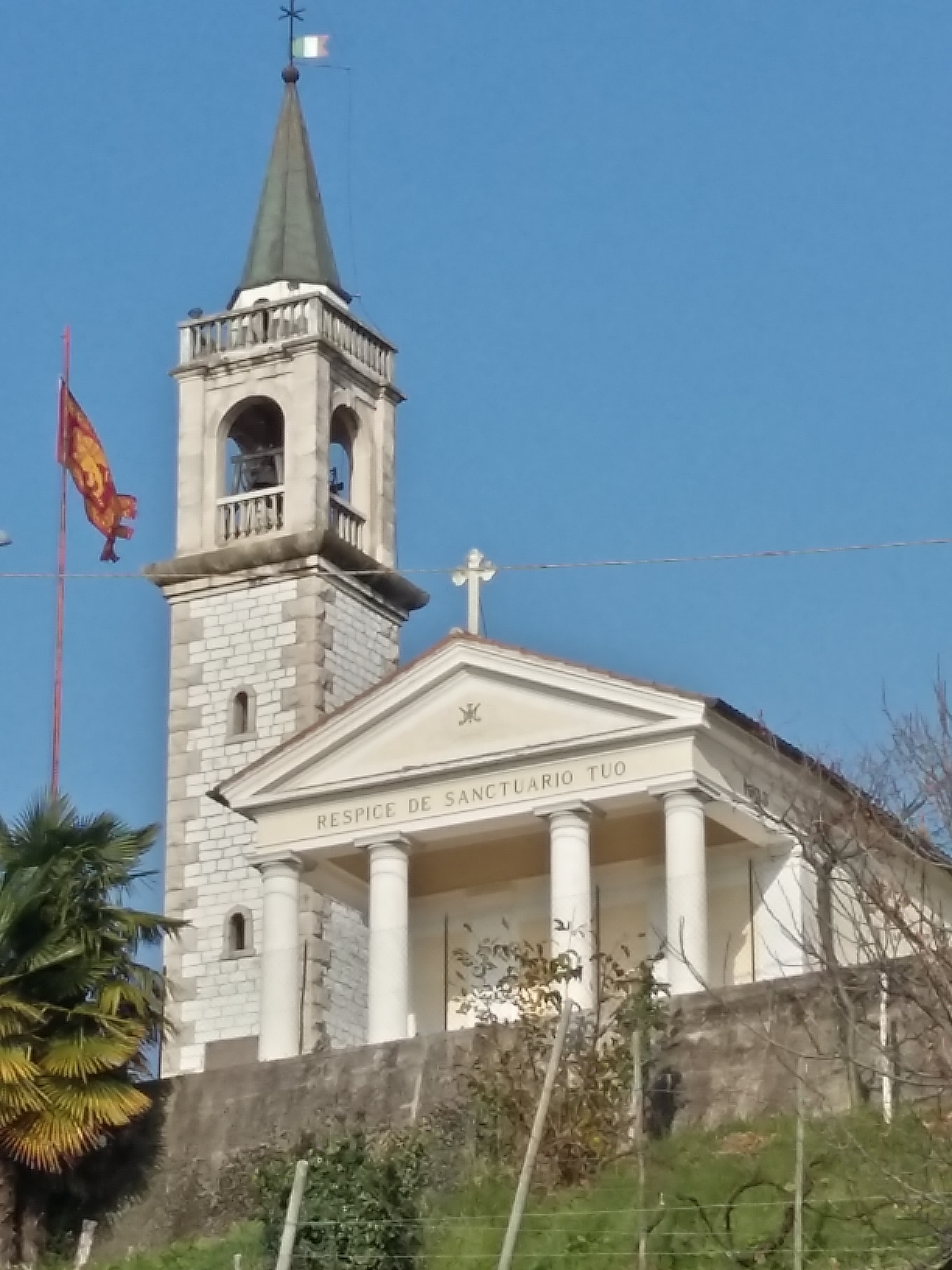

## المدن الشقيقة
فالدوبيادين مدينة توأم مع 
- المجر، مور